# 布法羅士兵級後勤預置艦
布法羅士兵級後勤預置艦（或稱為AK 2222級）是一款曾服役於美國海軍的滾裝貨櫃船，該級在法國建成後於分別於1990年代出售至美國，租借給美國海軍，由美國軍事海運司令部操作，並編入海上預置艦中隊。與其餘貨櫃船不同，布法羅士兵級因為為滾裝船，所以不需港口吊車等設施，可以獨立運卸貨物，並且其重達120噸的滾裝坡道也能行使坦克等重裝甲載具，因此該艦在服役後深受海軍所喜愛。首級艦在服役後主要部署在印度洋地區，並在租約期滿後於2001年歸還給海運公司，二號艦灰背隼號則同樣於2001年期滿歸還，並於2003年根據收購法案購買後改名為約翰·A·查普曼上士號，並於2005年重回現役。在地中海以及大西洋服役10餘年後，於2014年退役。
布法羅士兵級原先並非一個明確船級，而是在服役於美國海軍後，根據其特性以及船體數據分類出AK 2222級，同樣建造於法國拉西奧塔造船廠的姐妹艦則成為該級的2號艦。然而，因為不明原因，該級船隻的整體數據並未完整公開，其在法國的服役紀錄甚至並未公開，因此對於該級船隻的性能數據其實並不詳盡。

## 同級艦
| 艦名                | 舷號           | 造船廠                       | 下水       | 服役（民用） | 服役（軍用） | 退役       | 結局           |
| ------------------- | -------------- | ---------------------------- | ---------- | ------------ | ------------ | ---------- | -------------- |
| 布法羅士兵號        | T-AK-9301      | 拉西奧塔造船廠 （ 法语 ： Chantier naval de La Ciotat） | 1977-07-09 | 1978         | 1995         | 2001       | 歸還給租賃公司 |
| 約翰·A·查普曼上士號 | AK-9302/AK-323 | 拉西奧塔造船廠 （ 法语 ： Chantier naval de La Ciotat） | 1977-07-09 | 1978         | 1995         | 2014-09-04 | 已報廢         |

## 補充
1. ↑  致敬布法罗士兵，布法罗士兵是服役於陸軍的非裔兵團的代稱
2. ↑  於1995年底出租給美國，並進行軍事化改裝後，應於1996或1997年入役
3. ↑  原先艦名為灰背隼號，後於2005年4月8日改名為約翰·A·查普曼上士號，致敬在阿富汗戰爭塔庫加戰役（英语：Battle of Takur Ghar）中犧牲並榮獲空軍十字勳章的約翰·A·查普曼（英语：John A. Chapman）上士，約翰·A·查普曼後來於2018年追贈榮譽勳章和追晉三級軍士長，並成為自越戰後首位榮獲榮譽勳章的空軍成員。[5][6]
4. ↑  與約翰·A·查普曼上士號同於2001年歸還船東，後於2003年美國軍事海運司令部收購該船

## 外部連結
- Maritime Prepositioning Squadron Two